# Valeri Medvedtsev
Valeri Alekseïevitch Medvedtsev (en russe : Валерий Алексеевич Медведцев), né le 5 juillet 1964 à Ijevsk, est un biathlète soviétique, puis russe, quatre fois médaillé aux Jeux olympiques. Aux Championnats du monde, il est aussi prolifique, remportant trois titres mondiaux individuels au total.

## Biographie
Pour ses débuts internationaux, il s'impose à Antholz  en janvier 1986 en Coupe du monde, puis en février remporte les trois médailles d'or aux Championnats du monde, sur le sprint, l'individuel et le relais.
Champion olympique du relais en 1988 (signifiant un sixième titre consécutif pour l'URSS), il récolte deux autres médailles, en argent, durant ces Jeux en sprint et individuel derrière l'Est-Allemand Frank-Peter Rötsch à chaque fois. En 1990, il devient à nouveau champion du monde de l'individuel, empochant sa cinquième et dernière victoire individuelle dans l'élite, pour se classer troisième de la Coupe du monde.
Aux Jeux olympiques d'hiver de 1992, il obtient la médaille d'argent en relais. Il prolonge sa carrière jusqu'en 1994 en remportant une autre médaille d'argent au passage lors des Mondiaux 1993 sur le relais.
Il est marié dans les années 1990 à la biathlète Natalia Snytina, puis se marie avec Olga Pyliova. Il devient entraîneur après sa carrière sportive.

## Palmarès

### Jeux olympiques d'hiver
| Épreuve / Édition   | Individuel                         | Sprint                             | Relais                             |
| ------------------- | ---------------------------------- | ---------------------------------- | ---------------------------------- |
| JO 1988 Calgary     | Médaille d'argent, Jeux olympiques | Médaille d'argent, Jeux olympiques | Médaille d'or, Jeux olympiques     |
| JO 1992 Albertville | -                                  | 25e                                | Médaille d'argent, Jeux olympiques |
| JO 1994 Lillehammer | 24e                                | -                                  | -                                  |

Légende :
- : première place, médaille d'or
- : deuxième place, médaille d'argent
- — : pas de participation à l'épreuve

### Championnats du monde
| Épreuve     | 1986 à Oslo                   | 1987 à Lake Placid                | 1989 à Feistritz | 1990 à Minsk, Oslo et Kontiolahti | 1991 à Lahti                       | 1993 à Borovets                   |
| ----------- | ----------------------------- | --------------------------------- | ---------------- | --------------------------------- | ---------------------------------- | --------------------------------- |
| Individuel  | Médaille d'or, Coupe du Monde | 4e                                | 27e              | Médaille d'or, Coupe du Monde     | -                                  | 57e                               |
| Sprint      | Médaille d'or, Coupe du Monde | 5e                                | 11e              | 8e                                | 7e                                 | 34e                               |
| Relais      | Médaille d'or, Coupe du Monde | Médaille d'argent, Coupe du Monde | -                | 5e                                | -                                  | Médaille d'argent, Coupe du Monde |
| Par équipes |                               |                                   | -                | 4e                                | Médaille de bronze, Coupe du Monde | -                                 |

### Coupe du monde
- Meilleur classement général : 3e en 1990.
- 13 podiums individuels : 6 victoires, 6 deuxièmes places et 4 troisièmes places[2].

#### Liste des victoires
6 victoires :
| Saison                | Date             | Lieu              | Discipline                               |
| --------------------- | ---------------- | ----------------- | ---------------------------------------- |
| 1985–1986 3 victoires | 16 janvier 1986  | Antholz           | 20 km individuel                         |
| 1985–1986 3 victoires | 20 février 1986  | Oslo Holmenkollen | 20 km individuel (Championnats du monde) |
| 1985–1986 3 victoires | 22 février 1986  | Oslo Holmenkollen | 10 km sprint (Championnats du monde)     |
| 1986–1987 2 victoires | 18 décembre 1986 | Obertauern        | 20 km individuel                         |
| 1986–1987 2 victoires | 19 février 1987  | Canmore           | 20 km individuel                         |
| 1989–1990 1 victoire  | 20 février 1990  | Minsk             | 20 km individuel (Championnats du monde) |

### Championnats du monde junior
- Médaille de bronze de l'individuel en 1983.

## Distinctions
- Ordre du Drapeau rouge du Travail
- Maître émérite du sport de l'URSS